# Arrondissement di Bagnères-de-Bigorre
L'arrondissement di Bagnères-de-Bigorre è una suddivisione amministrativa francese, situata nel dipartimento degli Alti Pirenei e nella regione dell'Occitania.

## Composizione
L'arrondissement di Bagnères-de-Bigorre raggruppa 160 comuni in 10 cantoni:
- cantone di Arreau
- cantone di Bagnères-de-Bigorre
- cantone di La Barthe-de-Neste
- cantone di Bordères-Louron
- cantone di Campan
- cantone di Lannemezan
- cantone di Mauléon-Barousse
- cantone di Saint-Laurent-de-Neste
- cantone di Vielle-Aure
- Cantone di Neste, Aure et Louron